# Order Zasługi Saksonii-Anhaltu
Order Zasługi Saksonii-Anhaltu (niem. Verdienstorden des Landes Sachsen-Anhalt) – odznaczenie za zasługi, przyznawane przez niemiecki kraj związkowy Saksonia-Anhalt.

## Historia
Order został ustanowiony 23 maja 2006 roku przez Prezesa Rady Ministrów landu Saksonia-Anhalt i jest najmłodszym odznaczeniem w gronie orderów krajów związkowych RFN. Nadawany być może za znamienite zasługi dla kraju lub jego ludności, zdobyte w ciągu wielu lat lub poprzez jedno niesłychanie wybitne osiągnięcie. Wnioski o nadanie orderu kierowane są do prezesa Rady Ministrów przez ministrów poszczególnych resortów lub Radę Orderu, która składa się z prezesa landtagu, wiceprezesa Rady Ministrów, prezesa krajowego Trybunału Konstytucyjnego i prezesa krajowej Izby Kontroli. Do tych instancji może także każdy obywatel kierować swe propozycje nadania odznaczenia, które można otrzymać niezależnie od płci, narodowości i miejsca zamieszkania czy urodzenia. Długoletnia służba państwowa bez wybitnych osiągnięć czy działalność gospodarcza we własnej firmie nie są same w sobie powodem do przyznania odznaczenia. Liczba żyjących posiadaczy orderu nie może przekroczyć 300 osób. Do końca roku 2007 order otrzymały tylko dwie osoby, obie płci męskiej.

## Insygnium
Oznaka jednoklasowego orderu to emaliowany na biało krzyż maltański z czarno-złotą bordiurą, bez kulek na szpicach ramion. W medalionie środkowym awersu znajduje się godło państwowe Saksonii-Anhaltu, na złotym, nieemaliowanym rewersie napis „Für Verdienste um das Land Sachsen-Anhalt” („Za zasługi dla kraju Saksonia-Anhalt”). Order noszony jest na żółto-czarnej wstędze z obustronnymi wąskimi złotymi bordiurami, przez mężczyzn na szyi, przez kobiety na damskiej kokardzie nad lewą piersią poniżej obojczyka.